# Campeonato Asiático de Atletismo de 2015 - Arremesso de peso feminino
A prova do arremesso de peso feminino do Campeonato Asiático de Atletismo de 2015 foi disputada no dia 7 de junho de 2015 no Wuhan Stadium em Wuhan, na China. 

## Recordes
Antes desta competição, os recordes mundiais e do campeonato nesta prova eram os seguintes:
|                       | Nome               | Nacionalidade   | Distância | Local        | Data                |
| --------------------- | ------------------ | --------------- | --------- | ------------ | ------------------- |
| Recorde mundial       | Natalya Lisovskaya | União Soviética | 22m 63cm  | Moscou       | 7 de junho de 1987  |
| Recorde do campeonato | Huang Zhihong      | China           | 19m 69cm  | Nova Delhi   | 1989                |
| Recorde asiático      | Meisu Li           | China           | 21m 76cm  | Shijiazhuang | 23 de abril de 1988 |

## Medalhistas
| Ouro               | Prata          | Bronze        |
| Guo Tianqian (CHN) | Gao Yang (CHN) | Bian Ka (CHN) |

## Cronograma
Todos os horários são locais (UTC+8)
| Data       | Hora  | Evento |
| ---------- | ----- | ------ |
| 7 de junho | 15:40 | Final  |

## Final
A final da prova ocorreu dia 7 de junho às 15:40. 
| Posição           | Atleta        | Nacionalidade | #1    | #2    | #3    | #4    | #5 | #6    | Resultados | Notas |
| ----------------- | ------------- | ------------- | ----- | ----- | ----- | ----- | -- | ----- | ---------- | ----- |
| Medalha de ouro   | Guo Tianqian  | China         | 17.50 | 17.23 | 18.45 | 18.59 | x  | x     | 18.59      |       |
| Medalha de prata  | Gao Yang      | China         | 17.78 | 17.92 | 17.98 | x     | x  | 17.60 | 17.98      |       |
| Medalha de bronze | Bian Ka       | China         | 17.05 | 17.77 | x     | 17.33 | x  | 17.78 | 17.78      |       |
| 4                 | Lin Chia-Ying | Taipé Chinesa | 15.01 | x     | x     | x     | x  | 15.58 | 15.58      |       |

Legenda
| Recorde mundial       | Recorde mundial (World record)               |                       | Recorde africano                      | Recorde africano (African) |                                           | Q | Classificado por posição (Qualified) |
| Recorde do campeonato | Recorde do campeonato (Championship record)  | Recorde da América    | Recorde da América (Americas)         | q                          | Classificado por melhor tempo (Qualified) |   |                                      |
| Melhor marca do ano   | Melhor marca do ano (World leading)          | Recorde asiático      | Recorde asiático (Asian)              | DNS                        | Não largou (Did not start)                |   |                                      |
| Recorde nacional      | Recorde nacional (National record)           | Recorde europeu       | Recorde europeu (European)            | DNF                        | Não terminou (Did not finish)             |   |                                      |
| Recorde pessoal       | Recorde pessoal do atleta (Personal best)    | Recorde da Oceania    | Recorde da Oceania (Oceania)          | DSQ / DQ                   | Desclassificado (Disqualified)            |   |                                      |
| Recorde da temporada  | Recorde da temporada do atleta (Season best) | Recorde sul-americano | Recorde sul-americano (South America) | NM                         | Sem marca (No mark)                       |   |                                      |